# Une histoire de tous les jours
Pour plus de détails, voir Fiche technique et Distribution.
Une histoire de tous les jours (Eine alltägliche Geschichte) est un film allemand réalisé en Zone d'occupation soviétique en Allemagne par Günther Rittau et sorti en 1948. Le film, dont le tournage a débuté à la fin de la Seconde Guerre mondiale, est considéré un « Überläufer ».
Il s'agit de l'adaptation de la pièce de théâtre Tintenspritzer de Johannes von Spallart, présentée en 1942.

## Synopsis
L'écrivain Bernd Falkenhagen est convoqué par son éditeur Werner. Falkenhagen pense que son roman Weltenwende (en français Le Tournant du monde) sera un grand succès, mais Werner est déçu, il ne publiera pas le livre. L'histoire est bien écrite, mais il attend quelque chose de différent de son auteur, une histoire de tous les jours qui arrive à toute personne normale dans la vie. C'est exactement ce à quoi les gens s'attendent : Ils veulent lire quelque chose dans lequel ils peuvent se retrouver. Werner donne une avance à Falkenhagen et Falkenhagen commence immédiatement à écrire son histoire de tous les jours, qui comprend également l'éditeur Werner, qui s'appellera ici Schroedter, sous une forme codée.
Bernd s'assoit avec des amis, des voisins et des connaissances, parmi lesquels le peintre Herbert Winkler et la professeur de sport Susi Liebig, qui apparaîtront également sous différents noms dans l'histoire quotidienne. Susi écrit toutes les pensées de Bernd. Au centre des événements de son histoire se trouve la rencontre entre le romancier et une jeune femme nommée Anneliese, qu'il rencontre lors d'une averse de pluie et qui l'accompagne en toute sécurité chez elle avec son parapluie. Son éditeur Schroedter se révèle également être un adversaire dans l'histoire, car il rejette son roman. Lorsque Bernd Schroedter voit également Anneliese à côté, qui tente de persuader l'éditeur de publier l'œuvre de Bernd, l'auteur devient également jaloux. Lorsqu'il lui fait une scène, Anneliese se sépare de Bernd et reprend ses études de médecine. Deux ans plus tard, les deux se rencontrent à nouveau : Anneliese a terminé ses études et Bernd est devenu un auteur à succès. Maintenant, rien ne s'oppose à la fin heureuse des deux personnages du roman.
Bernd a terminé son histoire quotidienne, et elle est accueillie avec enthousiasme et publiée par Werner. Sur le chemin du retour, sous la pluie, il découvre une jeune femme qui ressemble à Anneliese. Mais ici le roman se termine et la réalité commence : Anneliese monte dans la voiture avec l'inconnu et se laisse conduire chez elle.

## Fiche technique
- Titre français : Une histoire de tous les jours[1]
- Titre : Eine alltägliche Geschichte
- Réalisation : Günther Rittau
- Scénario : Harald G. Petersson
- Musique : Hans-Otto Borgmann
- Direction artistique : Karl Vollbrecht, Otto Hunte
- Photographie : Georg Bruckbauer (de)
- Son : Hans Rütten
- Montage : Lilian Seng
- Production : Herbert Engelsing (de)
- Sociétés de production : Tobis-Tonbild-Syndikat, Deutsche Film AG
- Sociétés de distribution : Sovexport-Film
- Pays d'origine :  Allemagne de l'Est (Zone d'occupation soviétique en Allemagne)
- Langue : allemand
- Format : Noir et blanc - 1,37:1 - Mono - 35 mm
- Genre : Comédie romantique
- Durée : 84 minutes
- Dates de sortie :
  - Allemagne de l'Est : 26 novembre 1948
  - France : 1951

## Distribution
- Gustav Fröhlich : Bernd Falkenhagen
- Marianne Simson : Anneliese Schwarz, l'héroïne du roman
- Karl Schönböck : Herbert Winkler, le voisin de Bernd
- Margot Jahnen : Susi Liebig, la voisine de Bernd
- Hans Brausewetter : Werner l'éditeur, dans le roman Schroedter
- Hans Leibelt : M. Schwarz, le père d'Anneliese
- Hildegard Grethe : Mme Schwarz, la mère d'Anneliese
- Paul Henckels : le promeneur
- Oscar Sabo : Le portier Wudicke
- Gerda Danker : La secrétaire
- Karl Etlinger : Le voisin de la maison
- Karl Ludwig Schreiber (de) : Invité dans le roman de Bernd

## Production
Eine alltägliche Geschichte est réalisé entre octobre et décembre 1944 et est synchronisée avec la musique à la fin de la Seconde guerre mondiale en 1945. La Deutsche Film AG achève la post-production du film. La première a lieu le 26 novembre 1948 à Berlin-Est.